# Samtgemeinde Bederkesa
La Samtgemeinde Bederkesa era una comunità amministrativa (Samtgemeinde) della Bassa Sassonia, in Germania.

## Storia
La Samtgemeinde Bederkesa fu soppressa il 1º gennaio 2015; contemporaneamente tutti i comuni che la componevano vennero fusi fra loro e con la città di Langen, formando la nuova città di Geestland.

## Suddivisione
Al momento dello scioglimento, la Samtgemeinde Bederkesa comprendeva otto comuni:
- Bad Bederkesa (comune mercato)
- Drangstedt
- Elmlohe
- Flögeln
- Köhlen
- Kührstedt
- Lintig
- Ringstedt